# Джелавич, Барбара
Барбара Джелавич (англ. Barbara Jelavich, 12 апреля 1923, Белвилл, штат Иллинойс, США, — 14 января 1995, Блумингтон, штат Индиана, США) — американский историк, профессор кафедры истории Университета Индианы. Специализировалась на изучении истории Балкан, а также на истории дипломатии Российской, Австрийской и Османской империй. Почётный иностранный член Румынской академии.

## Биография
Барбара Джелавич (урождённая Брайтфилд) родилась 12 апреля 1923 года в городе Белвилл, штат Иллинойс. Окончила исторический факультет в Калифорнийском университете в Беркли, где получила степень бакалавра (B.A.) с отличием (honors) в 1943 году, магистерскую степень (M.A.) в 1944 году и докторскую степень (PhD) в 1948 году. В 1944 году она вышла замуж за своего однокурсника по Беркли Чарльза Джелавича (1922—2013), который впоследствии стал одним из ведущих американских специалистов по балканской и южнославянской тематике и по Габсбургской империи и сотрудничал с женой в её научной деятельности. После короткого периода работы историком в Институте славянских исследований Беркли и преподавателем истории в колледже Беркли и колледже Миллс Джелавич посвятила своё время воспитанию двух своих сыновей (Марка и Питера), проводя дальнейшие исследования по дипломатической истории Балкан.
В 1960-е годы супруги Джелавичи внесли большой вклад в первые коллективные и организационные инициативы североамериканских балканистов. В июне 1960 года они председательствовали на конференции в университете Беркли на тему «Трансформация Балкан со времён Османской империи» (англ. The Transformation of the Balkans since the Ottoman Era), в которой приняли участие практически все историки, работавшие тогда в этой области. В 1961 году Джелавич вместе с мужем начала работать на историческом факультете Университета Индианы по приглашению заведующего кафедрой истории Роберта Бирнса. Бирнс тогда находился в процессе создания крупнейшей программы изучения России и Восточной Европы в США, а приглашение Чарльза и Барбары Джелавичей вскоре сделало Университет Индианы ведущей школой США для подготовки историков в области Центральной Европы и Балкан. Барбара и Чарльз Джелавичи в то время стали пионерами на поле научных исследований Восточной Европы. В 1967 году она была повышена до профессора кафедры истории; в 1984 году стала заслуженным профессором истории. Барбара Джелавич была председателем Конференции по славянской и восточноевропейской истории в 1979 году, а также президентом Общества румынских исследований в 1988—90 годах.
Когда Джелавич прекратила активную научную деятельность в 1992 году, историк была избрана почётным иностранным членом Румынской Академии в знак признания её вклада в изучение румынской истории. В 1992 году Барбара и Чарльз Джелавичи были совместно удостоены премии AAASS (англ. American Association for the Advancement of Slavic Studies, Американская ассоциация содействия славянским исследованиям) «За выдающийся вклад в славистику». В том же году Джелавич была удостоена первой премии «За жизненные достижения» (англ. Lifetime Achievement Award) от Ассоциации женщин-славистов (англ. Association for Women in Slavic Studies). После выхода на пенсию в 1993 году Джелавич получила от Университета Индианы статус профессора-эмерита истории.
В 1994 году, незадолго до смерти, Барбара Джелавич приняла католичество. 14 января 1995 года она умерла в Блумингтонской больнице (Блумингтон, Индиана) после долгой борьбы с раком и была похоронена на кладбище миссии в Санта-Кларе, Калифорния. После смерти Барбары Джелавич в 1995 году под эгидой AAASS была учреждена премия её имени в знак признания научных достижений в области изучения истории Юго-Восточной Европы и Габсбургской империи в XIX и XX веках, а также истории дипломатии Российской и Османской империи.

## Научная деятельность и публикации
На протяжении своей научной деятельности Джелавич стала автором и соавтором 17 исторических работ; некоторые из них были написаны совместно с мужем. Работы Джелавич были сосредоточены на дипломатической истории Российской, Габсбургской и Османской империй, а также стран Балкан (включая такие страны, как Румыния и Греция).
В 1959 году Джелавич выступила совместно с мужем соавтором книги «The Habsburg Monarchy», в которой они подчеркивали отсутствие какого-либо «объединяющего принципа» как главную причину краха Австро-Венгрии к концу Первой мировой войны, добавляя, что «победа Германии могла бы гарантировать её сохранение во
многом на той же основе, на какой Османская империя существовала в предыдущие столетия». Помимо этого, Джелавичи совместно выступили редакторами неполной автобиографии министра иностранных дел Российской империи Николая Гирса (1962), которого они охарактеризовали как «постоянного сторонника компромисса и умеренности» во внешней политике.
В 1963 году Джелавичи отредактировали и издали материалы конференции «Трансформация Балкан со времён Османской империи» 1960 года под названием «The Balkans in transition: essays on the development of Balkan life and politics since the eighteenth century». Во введении они утверждали, что несмотря на разнообразие балканских народов и конфликты между ними «Балканский полуостров действительно представляет собой единство в своем историческом, социальном, экономическом, политическом и культурном развитии». Они подчёркивали роль России в освобождении православных народов Балкан, одновременно признавая необходимость модернизации балканских стран «через
изучение западной науки и техники». Краткое обобщение своих взглядов на историю Балкан в книге «The Balkans» супруги выпустили в 1965 году. В то же время при составлении исследовательских программ для своих студентов в университете Индианы Джелавичи уделяли особое внимание либеральным альтернативам политическому курсу, осуществлявшемуся в балканских странах в то время. Во второй половине 1960-х Барбара Джелавич совместно с супругом пишет исторический раздел для руководства по исследованиям Восточной и Юго-Восточной Европы под названием «Language and Area Studies: East Central and Southeastern Europe, a Survey» (1969), редактированием которого занимался её муж.
Последней совместной работой Джелавичей стал восьмой том серии «History of East Central Europe», изданной издательством Вашингтонского университета, под названием «The Establishment of the Balkan National States, 1804—1920» (1977). В ней они более подробно изложили историю формирования балканских государств, но с чётким акцентом на дипломатическую и территориальную реструктуризацию православной части Балкан. Джелавичи полагают, что «ошибки и провалы в национальном развитии» не были преобладающими в истории Балкан XIX века. Напротив, по их мнению, «великие достижения века и
позитивные выгоды от национального объединения должны, в конечном счете, иметь приоритет
над любыми оговорками и негативными суждениями». Помимо того, авторы отмечают, что
территориальные соглашения, которые были приняты балканскими странами или навязаны им после 1918 года, являлись явно стабильными, так как споры между балканскими странами после 1945 года в отличие от XIX века были урегулированы путём переговоров, а не на поле боя.
По оценке профессора истории Северо-Западного университета Миссури Ричарда Фрукта, наиболее впечатляющим достижением Джелавич была публикация двухтомной монографии «History of Balkans» в 1983 году. Она охватила период с заключения Карловицкого мира 1699 года до начала 1980-х и представила Юго-Восточную Европу неотъемлемой (а не второстепенной по отношению к великим державам) частью европейской истории. Впоследствии историк дополнила эту работу, написав главу об исторических событиях, произошедших на Балканах в 1989 году. Уже после выхода на пенсию в 1992 году она также подготовила заметки к своей книге об истории дипломатии России, чтобы рассказать об эпохе Горбачёва, и написала статью о международном положении Румынии в 1848 году, которая отражала исторические позиции Австрии, России, Турции и балканских государств по отношению к Дунайским княжествам. Помимо этого Джелавич принимала участие в составлении третьего издания «Guide to Historical Literature» (1995) от Американской исторической ассоциации. Румынский историк, член Румынской академии Корнелия Бодя (Cornelia Bodea) отзывалась о Джелавич как о «международно признанной правительнице в её территориальных водах».

### Список публикаций
Список работ Джелавич включает:
- Jelavich, Barbara. Russia and the Rumanian National Cause, 1821—1878 (англ.). — Indiana University Press, 1959.
- Jelavich, Barbara. Russia, Bavaria and the Greek Revolution of 1862—1863 (англ.). — Thessaloniki: Institute of Balkan Studies, 1961.
- Jelavich, Barbara. Russia and Greece during the Regency of King Othon, 1832—1835. Russian Documents on the First Years of Greek Independence (англ.). — Thessaloniki: Institute of Balkan Studies, 1962.
- Jelavich, Barbara. A Century of Russian Foreign Policy: 1814—1914 (англ.). — New York: J.B. Lippincott Company[англ.], 1964.
- Jelavich, Barbara. The Philorthodox conspiracy of 1839: a report to Metternich (англ.). — Thessaloniki: Institute of Balkan Studies, 1966.
- Jelavich, Barbara. The Habsburg Empire in European affairs, 1814—1918 (англ.). — Chicago: Rand McNally, 1969.
- Jelavich, Barbara. Russia, Britain and the Bulgarian question 1885—1888 (англ.). — Sudost-Forschungen, 1973.
- Jelavich, Barbara. The Ottoman Empire, the great powers, and the straits question, 1870—1887 (англ.). — Indiana University Press, 1973.
- Jelavich, Barbara. St. Petersburg and Moscow: Tsarist and Soviet Foreign Policy, 1814—1974 (англ.). — Indiana University Press, 1974.
- Jelavich, Barbara. History of the Balkans: Eighteenth and Nineteenth Centuries (англ.). — Cambridge University Press, 1983. — Vol. 1.
- Jelavich, Barbara. History of the Balkans: Twentieth Century (англ.). — Cambridge University Press, 1983. — Vol. 2.
- Jelavich, Barbara. Russia and the Formation of the Romanian State (англ.). — Cambridge University Press, 1984.
- Jelavich, Barbara. Modern Austria: Empire and Republic, 1815—1986 (англ.). — Cambridge University Press, 1987.
- Jelavich, Barbara. Russia's Balkan Entanglements, 1806—1914 (англ.). — Cambridge University Press, 1991.

### В соавторстве
Список работ и публикаций, где Барбара Джелавич является соавтором или соредактором:
- Jelavich, Charles and Barbara. The Habsburg monarchy: toward a multinational empire or national states? (англ.). — Rinehart, 1959.
- Jelavich, Charles and Barbara. The Balkans in transition: essays on the development of Balkan life and politics since the eighteenth century (англ.). — Berkeley: University of California Press, 1963.
- Jelavich, Charles and Barbara. The Balkans (англ.). — Prentice Hall: Englewood Cliffs, 1965.
- Jelavich, Charles and Barbara. The Establishment of the Balkan National States, 1804—1920 (англ.). — University of Washington Press[англ.], 1977.
- Jelavich, Charles and Barbara. Labyrinth of nationalism, complexities of diplomacy: essays in honor of Charles and Barbara Jelavich (англ.). — Slavica Publishers, 1992.